# 카게의 전설
카게의 전설(일본어: 影の伝説, The Legend of Kage), 영의 전설, 영지 전설은 타이토가 1985년 아케이드용으로 개발하고 출시한 횡스크롤 핵 앤드 슬래시 액션 게임이다. 그 뒤 여러 해에 걸쳐 현대의 여러 비디오 게임 홈 시스템들로 이식되었다.
플레이어의 역할은 '카게'라는 이름의 젊은 이가류 닌자이며 장군 요시와 동료 사무라이 유키로부터 쇼군의 딸 키리 공주를 구출하는 임무를 맡게 된다.

## 등장인물
- 카게 (이가류 닌자)
- 키리히메 (공주)
- 시노비 (적색 또는 청색의 후마 닌자)
- 요보 (적색 또는 청색의 마법의 수도승)
- 리코 요키노스케 (사무라이)
- 쿠이구사 요시로 (장군)